# Grischa-Klasse
Projekt 1124, Deckname  Albatros (russisch „Альбатрос“), von der NATO als Grisha-Klasse bezeichnet, ist eine Klasse von U-Jagd-Korvetten, die für die sowjetische Marine entwickelt wurde. Die NATO-Klassifikation lautet „Large ASW Corvette“, nach russischer Klassifikation handelt es sich um ein kleines U-Bootabwehrschiff (russisch „Малый противолодочный корабль“).
Die Klasse wurde im Laufe der Bauzeit mehrfach modifiziert, nach NATO-Bezeichnung gibt es fünf Unterklassen, Grischa I bis V.

## Entwicklung
Projekt 1124 wurde zur Küstenverteidigung im Nahbereich ab 1963 in Selenodolsk entwickelt. Die Schiffe sollten gegnerische U-Boote bekämpfen und im Bedarfsfall Minenfelder mit Seeminen legen können. Man plante die Schiffe mit einem Stahlrumpf, auf den leichte Aufbauten aus einer Magnesium-Aluminium-Legierung gesetzt wurden. Die Bordwand wurde vom Bug bis zur Brücke recht hoch ausgeführt, so dass mehr nutzbarer Raum im Vorschiff geschaffen wurde. So konnte hier ein Trommelmagazin für 20 Flugabwehrraketen eingebaut werden.
Die Schiffsklasse wurde ansonsten auf die verfügbaren Sonarsysteme und deren Fähigkeiten hin optimiert. Da ein Tauchsonar benutzt werden sollte, mussten die Schiffe die Suche nach U-Booten unterhalb von tiefer gelegenen Thermoklinen gestoppt durchführen, um dann aus dem Stand möglichst zügig wieder Fahrt aufzunehmen, um zur vermuteten Position eines georteten Kontaktes zu „sprinten“, dort erneut gestoppt zu suchen, oder einen Angriff einzuleiten.

## Technik

### Antrieb
Der Antrieb besteht aus einer CODAG-Anlage mit zwei Dieselmotoren M-507A mit je 7.355 kW und einer Gasturbine M8M mit 13.239 kW. Die Dieselmotoren wirken auf die beiden äußeren Wellen, die Turbine auf die zentrale Welle.
Um beim Einsatz des Tauchsonars die Position halten zu können, ist ein „Poworot-159“-Strahlruder an der Rumpfunterseite am Heck eingebaut.

### Bewaffnung
Als Hauptbewaffnung zur Bekämpfung von U-Booten wurden zwei Zwillingssätze aus Torpedorohren im Kaliber 53,3 cm mittschiffs auf das Wetterdeck gesetzt. Sie wurden auf beiden Seiten des Schornsteins installiert. In Zurrstellung sind sie parallel zur Längsachse der Schiffe ausgerichtet, können aber zum Einsatz nach außen geschwenkt werden, um dann die Torpedos in Fahrtrichtung des Schiffes abzusetzen. Sie können nicht mit Bordmitteln nachgeladen werden und wurden ursprünglich für den Einsatz von 53-65K- und SET-65-Torpedos vorgesehen. Der 53-65K ist zur Bekämpfung von Schiffen an der Wasseroberfläche und der SET-65 mit passiver und aktiver Sonarsuche zur Bekämpfung von U-Booten vorgesehen.
Um U-Boote in kurzer Entfernung bekämpfen zu können, wurde Projekt 1124 mit zwei RBU-6000-Werfern ausgerüstet, die vor die Brücke auf einen Aufbau auf dem Vorschiff gesetzt wurden. Jeder dieser Werfer kann Salven aus bis zu zwölf raketengetriebenen Wasserbomben etwa 5.000 Meter weit schießen. Die Sprengkörper tauchen anschließend ins Wasser ein und beginnen abzusinken. Sie explodieren dann bei Kontakt mit einem Objekt. Die Werfer können mit Bordmitteln auf Projekt 1124 nachgeladen werden, dafür sind bis zu 96 RGB-60-Sprengkörper an Bord.
Die Artilleriebewaffnung von Projekt 1124 besteht aus einem 57-mm-L/75-Geschützturm AK-725 auf dem Achterschiff. Die Waffe wurde als Mehrzweckgeschütz entwickelt und kann neben Schiffs- und Landzielen in begrenztem Umfang auch Luftziele beschießen. Die Reichweite beim Bekämpfen von Schiffzielen liegt bei maximal rund 8.000, beim Beschuss von Luftzielen bei 7.000 Metern.
Zur Flugabwehr in kurzen und mittleren Entfernungen ist Projekt 1124 mit einer Startvorrichtung für 4K33-Osa-M-Flugabwehrraketen ausgerüstet. Die Startvorrichtung, die zwei Raketen an ihren Auslegern in Bereitschaft halten kann, steht auf der Back. Sind die Raketen abgefeuert, senkt sich die Startvorrichtung ab, um im Rumpf mit zwei neuen Raketen aus einem Trommelmagazin bestückt zu werden. Bis zu 20 Raketen können dort gelagert werden.

## Sensoren und Feuerleitsysteme
Zur Suche nach Luft- und Oberflächenkontakten wurde auf dem Hauptmast von Projekt 1124 ein MR-302-„Rubka“-Radar (russisch МР-302 Рубка) eingebaut. Das von der NATO als „Strut Curve“ bezeichnete System arbeitet im oberen S-Band.
Das Feuer des AK-725-Turms kann entweder durch die Optik des Schützen oder durch das Feuerleitradar MR-103 „Bars“ (russisch МР-103 Барс) (NATO: „Muff Cop“) gelenkt werden. Der Radarsensor ist auf dem Achterschiff oberhalb des Geschützturms auf einem Aufbau installiert. Der Sensor kombiniert eine Radarantenne mit einer Kamera.
Die Flugabwehrraketen werden durch ein 4R33-Radar (russisch 4Р33) (NATO: „Pop Group“) gesteuert. Der Sensor steht vor dem Hauptmast auf dem Dach des Brückenaufbaus.
Als Sonar war ein MG-322 oder MG-322T „Argun“ (russisch МГ-322 „Аргунь“) unter dem Schiffsrumpf montiert. Die NATO bezeichnete das System als „Rat Tail“.
Zusätzlich wurde ein Tauchsonar vom Typ MG-339 „Shelon“ (russisch МГ-339 „Шелонь“) (NATO: „Foal Tail“) am Unterwasserschiff installiert. Der Sensor des Systems kann an einem Stahlseil abgesenkt werden, um nach Unterwasserkontakten zu suchen. Dazu ist eine große Trommel mit Seil im Aufbau hinter dem Hauptmast untergebracht.

## Versionen

### Projekt 1124 (Grischa-I)
Von diesem Entwurf wurden zwischen 1968 und 1974 16 Schiffe gebaut (andere Quellen sprechen von 12 Schiffen). Im Jahr 1999 waren noch sieben in Dienst, welche aber bis 2008 ebenfalls ausgemustert wurden.

### Projekt 1124-P (Grischa-II)

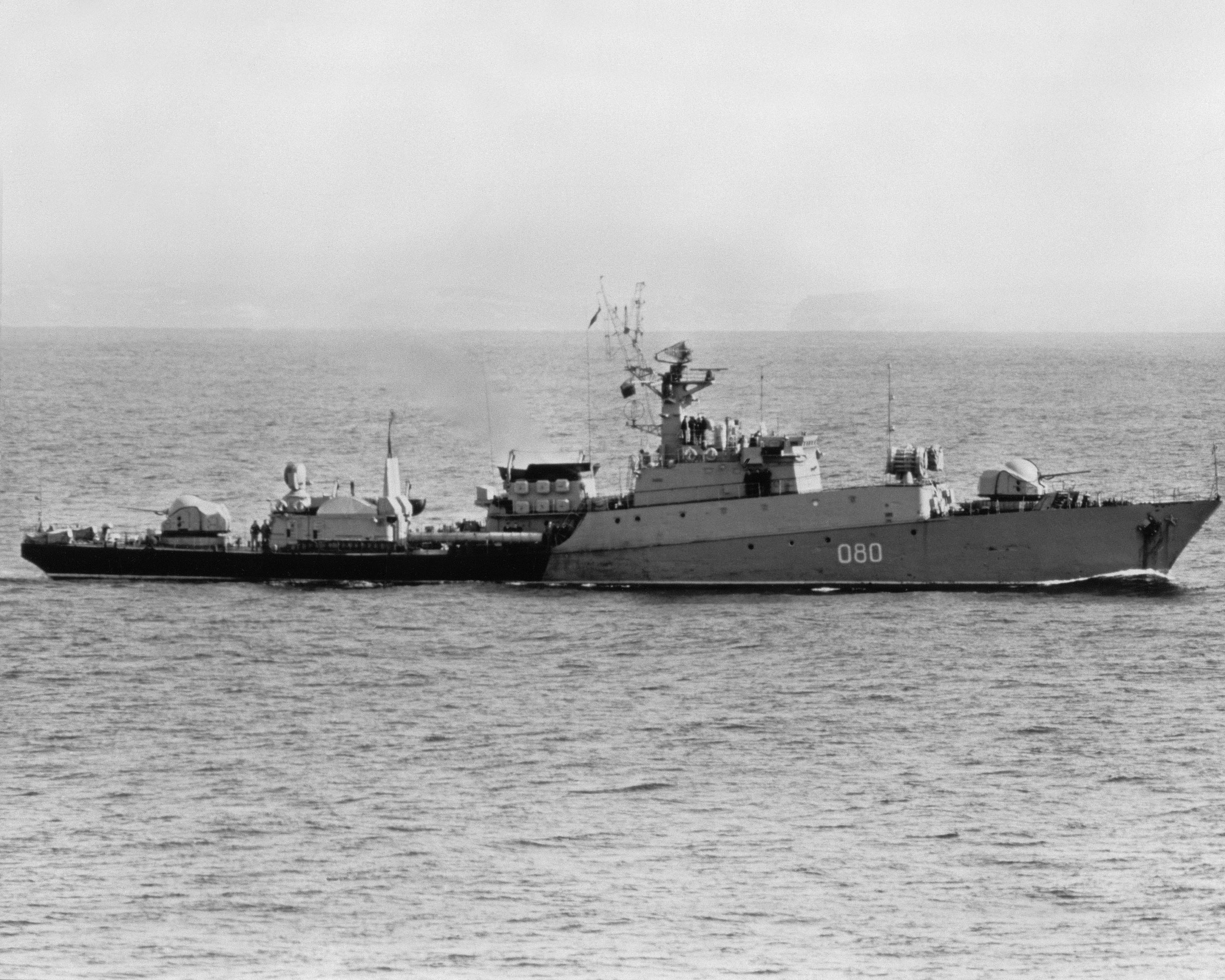
Grischa-II-Korvette „Ametist“ mit zwei AK-725-Geschütztürmen, 1983

Das Projekt 1124-P (russisch 1124П) war eine Baureihe für die Grenztruppen der UdSSR. Von dieser Baureihe wurden ab 1973 14 Schiffe gebaut (andere Quellen sprechen von 12 bzw. 17 Schiffen).
Die Besatzung wurde um 19 Personen vergrößert und zwei zusätzliche Davits an Backbord eingebaut, um zwei große Inspektionsbarkassen einsetzen zu können.
Anstelle des Starters der OSA-M-Flugabwehrraketen wurde ein zweites 57-mm-Geschütz AK-725 auf der Back installiert. Das Feuerleitradar der Raketen fiel ebenfalls weg, so dass die Wasserverdrängung von Projekt 1124P sich nicht von der des Projekts 1124 unterschied.
Alle Schiffe dieser Baureihe wurden in der Schiffswerft Selenodolsk gebaut. Nach dem Zerfall der Sowjetunion wurden im Jahr 1993 zwei Schiffe (U205 Tscherniwizi und U206 Winnyzja) an die Ukraine übergeben. 2008 waren noch drei Schiffe bei den Grenztruppen Russlands im Einsatz.

### Projekt 1124 (Grischa-III)

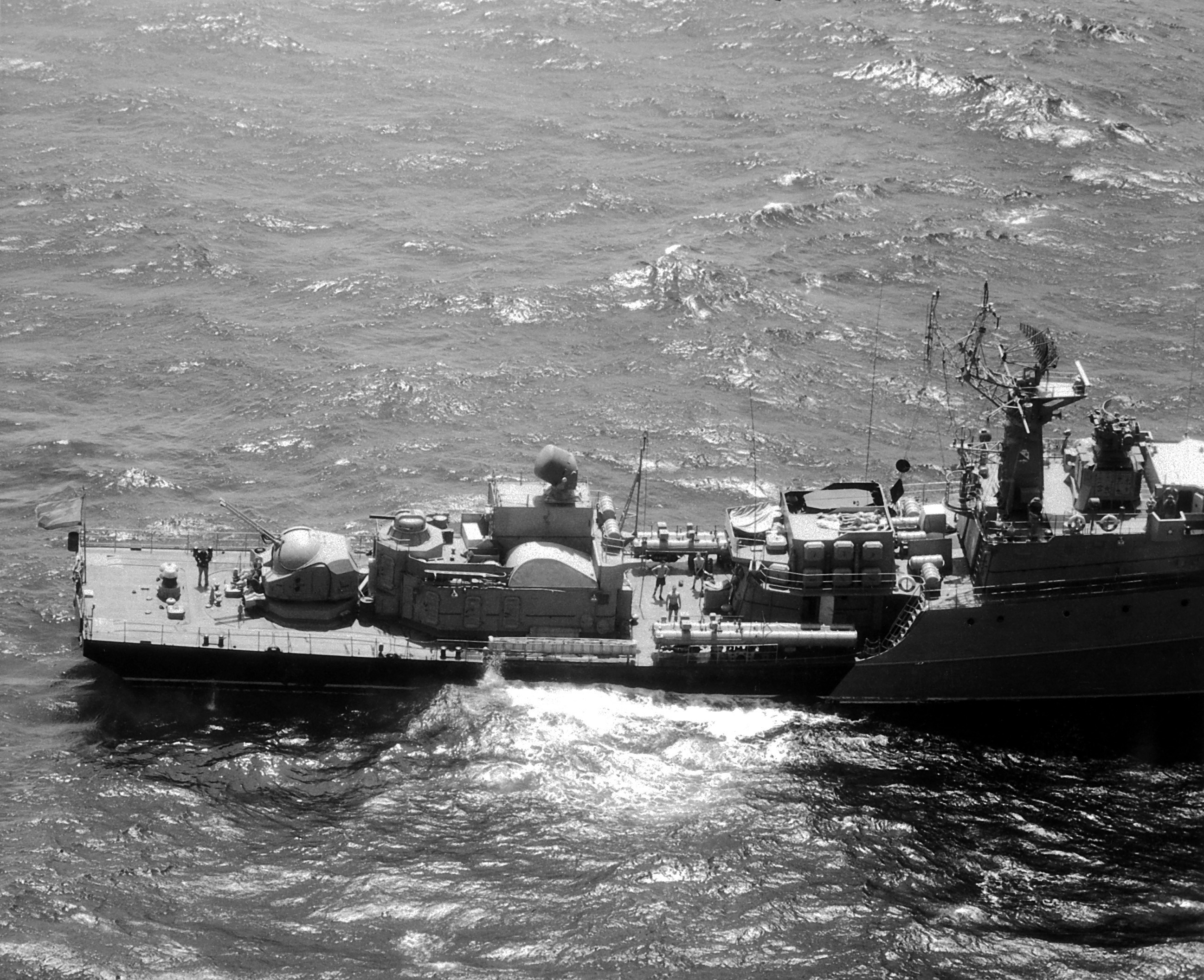
Grischa-III-Schiff 1983. Der AK-725-Geschützturm am Heck, gefolgt vom AK-630M-System und dem „Wympel“-Feuerleitradar. Die geschwungene Abdeckung neben dem Leitradar verbirgt die Seiltrommel des Tauchsonars.

Nach 1974 wurde das Projekt 1124 leicht modifiziert. Zusätzlich zur ursprünglichen Grischa-I-Konfiguration wurde eine 30-mm-Maschinenkanone vom Typ AK-630M installiert. Sie wurde hinter dem AK-725-Geschützturm auf einem Aufbau aufgestellt. Sie dient der Nahbereichsverteidigung gegen Luftziele, kann aber auch gegen ungepanzerte Schiffsziele eingesetzt werden. Ihre effektive Reichweite beträgt rund 4.000 Meter. Zur Feuerleitung wurde der MR-103-„Bars“-Radarsensor durch ein MR-123-„Wympel“-System (russisch МР-123 „Вымпел“) (NATO: „Bass Tilt“) ersetzt, das sowohl das Feuer des AK-725-Turms als auch das der AK-630M-Maschinenkanone lenken konnte.
Während in der Sowjetunion der Projektname gleich blieb, bekamen diese Schiffe bei der NATO die Klassifikation „Grischa-III“. Zwischen 1975 und 1985 wurden 33 Schiffe gebaut.
Auf einer Einheit wurde der neu entwickelte Wasserbombenwerfer RBU-10000 getestet, welcher die Erwartungen nicht erfüllte. Das System wurde daraufhin nicht in Serie gebaut.
Sechs Schiffe dieser Klasse wurden ebenfalls an die Grenztruppen übergeben, wovon 2008 noch drei im Einsatz waren. Auch die russische Marine hatte 2008 noch drei Einheiten im Dienst. Zwei Schiffe (F11 Žemaitis und F12 Aukštaitis) wurden an die litauische Marine übergeben.

### Projekt 1124-K (Grischa-IV)
Projekt 1124-K (russisch 1124-К) war ein Prototyp, der 1984 als Testplattform für das neue 3K95-Kinschal-Luftabwehrsystem (NATO: SA-N-9) gebaut wurde. Im Vergleich zur Grischa-III entfielen das AK-725-Geschütz und das Osa-M-System inklusive der entsprechenden Feuerleiteinrichtungen. Dafür wurden drei VLS-Starter eingebaut. Jeder enthält in einem Trommelmagazin acht SA-N-9-Raketen.
Auf dem Achterschiff wurde der Aufbau vergrößert, um das entsprechende „Kinschal“-Feuerleitradar (NATO: „Kinzhal“) (russisch „Кинжал“) tragen zu können. Die maximale Wasserverdrängung im Einsatz verringerte sich auf 977 Tonnen.

### Projekt 1124M (Grischa-V)

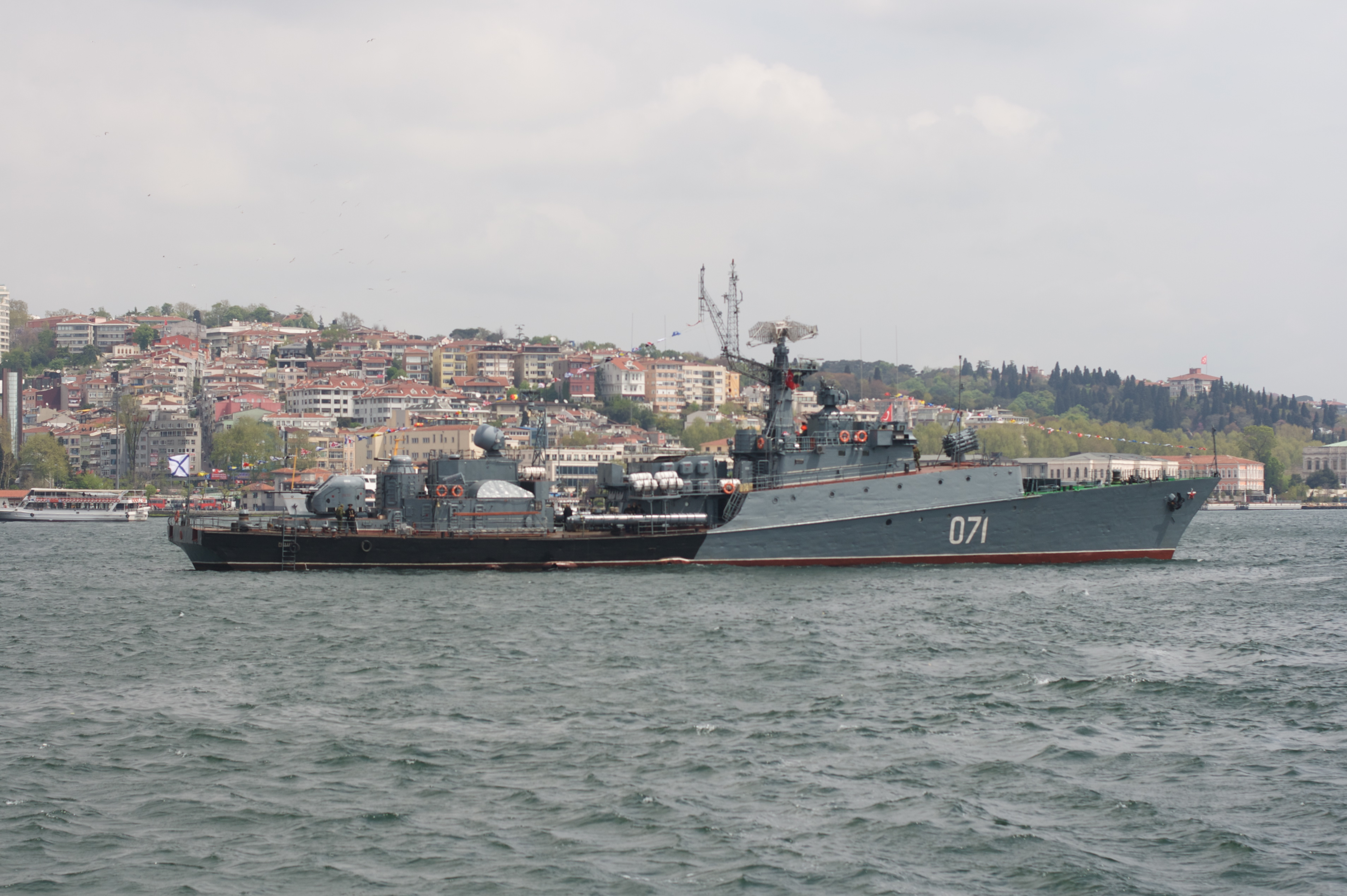
Grischa-V-Korvette Susdalets, 2009

Eine deutlich modernisierte Version von Projekt 1124 ist Projekt 1124-M. Zwischen 1985 und 1994 wurden 33 dieser Schiffe gebaut, welche von der NATO als „Grischa-V“ klassifiziert wurden.
Äußerlich war zunächst die Änderung des Artilleriesystems vom AK-725-Geschützturm auf das 76-mm-Geschütz AK-176 augenfällig. Das zugehörige MR-123-„Wympel“-Feuerleitsystem (NATO: „Bass Tilt“) der Grischa-III-Klasse blieb erhalten. Der RBU-6000-Wasserbombenwerfer an Steuerbord wurde entfernt, so dass nur noch ein Werfer dieses Typ an Backbord verblieb.
Das Flugabwehrraketensystem wurde auf das modernere System Osa-MA (NATO: „SA-N-4C“) umgestellt. Das System kann Ziele auch in niedrigen Flughöhen von 25 Metern bekämpfen, wozu der Vorgänger nicht in der Lage war.
Das Luft-/Oberflächensuchradar wurde ersetzt und das MR-320W „Topas-2W“ (russisch МР-320В Топаз-2В) (bei einigen Einheiten MR-755 „Fregat-MA“) auf dem Hauptmast installiert.
Das rumpfmontierte Sonar wurde durch das modernere MG-335S „Platinum-S“ (russisch МГ-335С „Платина-С“) ersetzt. Anstelle des MG-339-„Schelon“-Tauchsonars wurde das MG-339T „Schelon T“ (russisch МГ-339 Т „Шелонь-Т“) installiert.
Zwei PK-16-Täuschkörperwerfer wurden ebenfalls eingebaut (bei einigen Einheiten vier PK-10).
2008 hatte die russische Marine noch 28 Einheiten im Dienst. Zwei Schiffe dieser Baureihe gingen an die Grenztruppen. Zwei Schiffe (U200 Luzk und U209 Ternopil) wurden an die ukrainische Marine übergeben.
Die Grischa-V-Korvette Susdalets war im August 2008 am Russisch-Georgischen Seegefecht sowie im November 2018 an der russischen Provokation bei Kertsch beteiligt.

## Belege und Verweise